# 52-й отдельный дивизион бронепоездов
52-й отдельный дивизион бронепоездов — войсковая часть автобронетанковых войск РККА вооружённых сил СССР в Великой Отечественной войне.

## История
Формирование 52-го отдельного дивизиона бронепоездов (52 ОДБП) началось в Тамбове 15 ноября 1941 года в составе двух бронепоездов, один был построен на Тамбовском вагоноремонтном заводе, второй — на Мичуринском паровозоремонтном заводе. 12 декабря 1941 года железнодорожные составы были достроены и получили имена: комитет Обороны города Тамбова решением от 2 января 1942 года бронепоезду № 1, построенному в Тамбове, присвоил наименование «Тамбовский рабочий», а бронепоезду № 2, построенному в Мичуринске — наименование «Мичуринец».
4 января 1942 года бронепоезда отправились в Москву в депо Люблино и на Люблинский литейно-механический завод имени Кагановича, где на бронепоезда было установлено пушечно-пулемётное вооружение.
В конце февраля бронепоезда произвели контрольные стрельбы на полигоне в Коломне, и 28 февраля 1942 дивизион отправился в распоряжение 4-й ударной армии Калининского фронта, прибыв 18 марта на станцию Торопец, включившись в систему зенитной обороны станции и обороняя её от налётов до конца июля 1942 года. Заявлено сбитие двух бомбардировщиков, из экипажа бронепоездов два человека убито, семеро ранены, бронепоезд № 2 получил повреждения.
3 августа 1942 года 52-й ОДБП был передан 30-й армии Западного фронта и передислоцировался на станции Колодези (к северо-востоку от Торжка), Пожитово и Льняная (к северу от Пожитово). 23 августа дивизион начал участие в первой Ржевско-Сычёвской операции, он был придан в качестве усиления 369-й стрелковой дивизии, которая наступала в полосе железной дороги на Ржев. Артиллерийский огонь бронепоездов был направлен на узлы сопротивления в деревнях Галахово и Тимофеево к северу от Ржева.
Утром 24 августа бронепоезда совершили пять артобстрелов, израсходовав при 1310 снарядов калибра 76,2 мм, что позволило пехотным подразделениям 369-й стрелковой дивизии захватить позиции противника не понеся потерь. В 11:15 уходящий с огневой позиции бронепоезд «Тамбовский рабочий» подвергся авианалёту и был серьёзно повреждён, вышли из строя оба 37-мм зенитных орудия, убиты два зенитчика, четверо членов экипажа ранены, в их числе комдив майор Титов. 29 августа «Тамбовский рабочий» отправился в Ярославль, где прошёл ремонт, вернулся в строй 22 сентября 1942 года.
Всего в ходе первой Ржевско-Сычёвской операции с 24 августа по 15 ноября 1942 года бронепоезда 52-го ОДБП совершили 106 артобстрелов, уничтожили 8 ДЗОТов, 5 миномётных батарей, 4 отдельных орудия, 9 пулемётных расчётов, 2 склада с боеприпасами, прожекторную установку, транспортный эшелон, сбили 4 немецких самолёта, подавили огонь 5 миномётных и 9 артиллерийских батарей, уничтожили значительное количество живой силы противника. Потери дивизиона: 8 человек убитыми, 42 раненых. По итогам операции 42 члена экипажа были награждены орденами и медалями.
Распоряжением начальника ГБТУ КА № 1109420 от 5 декабря 1942 года бронепоездам были присвоены сквозные номера: бронепоезд № 1 «Тамбовский рабочий» получил № 648, № 2 «Мичуринец» — № 714.
До начала марта 1943 года дивизион поддерживал боевые действия 215-й стрелковой дивизии. После освобождения Ржева дивизион приказом штаба 30-й армии был направлен в Зубцов, а оттуда приказом командующего Западным фронтом № 0048/оп от 10 мая — на станцию Вязьма, в состав войск 49-й армии.
Июнь-август 1943 года бронепоезда обороняли от авианалётов станцию Угра и поддерживали артогнём боевые действия 58-й дивизии.
С сентября 1943 по июль 1944 года дивизион находился в резерве на станции Алфёрово, после чего был направлен в Литву на станцию Ораны с задачей охраны тылов 31-й армии 3-го Белорусского фронта, поочерёдно курсировали по железнодорожной линии Вильно-Гродно.
52-й ОДБП был расформирован в ноябре-декабре 1945 года.

## Состав дивизиона
- 648-й отдельный бронепоезд «Тамбовский рабочий» 52 отдельного дивизиона бронепоездов[3];
- 714-й отдельный бронепоезд «Мичуринец» 52 отдельного дивизиона бронепоездов.

Иногда в источниках указывается противоположная нумерация бронепоездов.

## Командиры
- декабрь 1941 — май 1943: капитан/майор/подполковник Титов Георгий Иванович[2] (1904 — 7.08.1943);
- май 1943—1945: майор/подполковник А. В. Тепляков[5].